# Victor Backman
Bengt Martin Victor Backman (16 maart 2001) is een Zweeds voetballer. De middenvelder speelt voor Örebro SK.

## Carrière
Backman begon met voetballen bij Köping FF. Hij werd in 2017 opgenomen in de jeugdopleiding van Kalmar FF. Destijds stond hij ook in de belangstelling van het Nederlandse AZ. In september 2020 tekende hij hier zijn eerste profcontract. Backman maakte op 18 april 2021 zijn debuut in de Allsvenskan. In de wedstrijd tegen Degerfors IF kwam hij veertien minuten voor tijd binnen de lijnen als vervanger van Isak Magnusson.
Het lukte Backman in twee seizoenen niet om zich in de basis te spelen bij Kalmar FF. Na afloop van het seizoen 2022 tekende hij daarop een contract bij Örebro SK.

## Clubstatistieken
| Seizoen | Club      | Competitie  | Competitie | Competitie | Beker | Beker | Internationaal | Internationaal | Overig | Overig | Totaal | Totaal |
| Seizoen | Club      | Competitie  | Wed.       | Dlp.       | Wed.  | Dlp.  | Wed.           | Dlp.           | Wed.   | Dlp.   | Wed.   | Dlp.   |
| ------- | --------- | ----------- | ---------- | ---------- | ----- | ----- | -------------- | -------------- | ------ | ------ | ------ | ------ |
| 2021    | Kalmar FF | Allsvenskan | 13         | 0          | 0     | 0     | 0              | 0              | 0      | 0      | 13     | 0      |
| 2022    | Kalmar FF | Allsvenskan | 10         | 0          | 0     | 0     | 0              | 0              | 0      | 0      | 10     | 0      |
| Totaal  |           |             | 23         | 0          | 0     | 0     | 0              | 0              | 0      | 0      | 23     | 0      |

Bijgewerkt tot en met 8 november 2022